# Всероссийский турнир мастеров 1913/1914

Первый ряд (сидят): В. П. Вертоградов, П. Евтифьев, Г. Сальве, Ю. Сосницкий, Б. Малютин, П. Сабуров, Н. Кутлер, Г. Левенфиш, Ж. Таубенгауз, П. Сабуров, С. Фрейман.
Второй ряд (стоят): М. Ловцкий, С. Левитский, С. Алапин, А. Эвенсон, А. Флямберг, А. Алехин, Б. Грегори, Е. Боголюбов, П. Потёмкин, A.A. Durdin, Ф. Дуз-Хотимирский

Всероссийский турнир мастеров 1913/1914 — шахматный турнир посвященный, также как и Всероссийский турнир любителей 1913, 10-летию Петербургского шахматного собрания, проходил с 23 декабря по 17 января в Санкт-Петербурге.
Победитель допускался в международный турнир 1914. 18 участников из 7 городов:
- Санкт-Петербург (8 шахматистов),
- Киев (3), Варшава (2),
- Рига, Лодзь, Ковно, Либава (по 1);

Левитский представлял Пермскую губернию.
- 1—2. А. Алехин, А. Нимцович — по 13½ очков (дополнительный матч из 2 партий завершился вничью и оба участника были допущены в международный турнир);
- 3. А. Флямберг — 13.

## Примечательные партии
|   | a | b | c | d | e | f | g | h |   |
| - | --- | --- | --- | --- | --- | --- | --- | --- | - |
| 8 | a8 чёрная ладья · b8 чёрный конь · c8 чёрный слон · d8 чёрный ферзь · e8 чёрная ладья · a7 чёрная пешка · b7 чёрная пешка · c7 чёрная пешка · e7 чёрный слон · g7 чёрный король · h7 чёрная пешка · g6 чёрная пешка · h6 белый слон · c5 белая пешка · d5 чёрная пешка · e5 белый конь · f5 белая пешка · h5 чёрный конь · d4 белая пешка · c3 белый конь · d3 белый слон · a2 белая пешка · b2 белая пешка · c2 белый ферзь · f2 белая пешка · h2 белая пешка · a1 белая ладья · e1 белая ладья · g1 белый король | a8 чёрная ладья · b8 чёрный конь · c8 чёрный слон · d8 чёрный ферзь · e8 чёрная ладья · a7 чёрная пешка · b7 чёрная пешка · c7 чёрная пешка · e7 чёрный слон · g7 чёрный король · h7 чёрная пешка · g6 чёрная пешка · h6 белый слон · c5 белая пешка · d5 чёрная пешка · e5 белый конь · f5 белая пешка · h5 чёрный конь · d4 белая пешка · c3 белый конь · d3 белый слон · a2 белая пешка · b2 белая пешка · c2 белый ферзь · f2 белая пешка · h2 белая пешка · a1 белая ладья · e1 белая ладья · g1 белый король | a8 чёрная ладья · b8 чёрный конь · c8 чёрный слон · d8 чёрный ферзь · e8 чёрная ладья · a7 чёрная пешка · b7 чёрная пешка · c7 чёрная пешка · e7 чёрный слон · g7 чёрный король · h7 чёрная пешка · g6 чёрная пешка · h6 белый слон · c5 белая пешка · d5 чёрная пешка · e5 белый конь · f5 белая пешка · h5 чёрный конь · d4 белая пешка · c3 белый конь · d3 белый слон · a2 белая пешка · b2 белая пешка · c2 белый ферзь · f2 белая пешка · h2 белая пешка · a1 белая ладья · e1 белая ладья · g1 белый король | a8 чёрная ладья · b8 чёрный конь · c8 чёрный слон · d8 чёрный ферзь · e8 чёрная ладья · a7 чёрная пешка · b7 чёрная пешка · c7 чёрная пешка · e7 чёрный слон · g7 чёрный король · h7 чёрная пешка · g6 чёрная пешка · h6 белый слон · c5 белая пешка · d5 чёрная пешка · e5 белый конь · f5 белая пешка · h5 чёрный конь · d4 белая пешка · c3 белый конь · d3 белый слон · a2 белая пешка · b2 белая пешка · c2 белый ферзь · f2 белая пешка · h2 белая пешка · a1 белая ладья · e1 белая ладья · g1 белый король | a8 чёрная ладья · b8 чёрный конь · c8 чёрный слон · d8 чёрный ферзь · e8 чёрная ладья · a7 чёрная пешка · b7 чёрная пешка · c7 чёрная пешка · e7 чёрный слон · g7 чёрный король · h7 чёрная пешка · g6 чёрная пешка · h6 белый слон · c5 белая пешка · d5 чёрная пешка · e5 белый конь · f5 белая пешка · h5 чёрный конь · d4 белая пешка · c3 белый конь · d3 белый слон · a2 белая пешка · b2 белая пешка · c2 белый ферзь · f2 белая пешка · h2 белая пешка · a1 белая ладья · e1 белая ладья · g1 белый король | a8 чёрная ладья · b8 чёрный конь · c8 чёрный слон · d8 чёрный ферзь · e8 чёрная ладья · a7 чёрная пешка · b7 чёрная пешка · c7 чёрная пешка · e7 чёрный слон · g7 чёрный король · h7 чёрная пешка · g6 чёрная пешка · h6 белый слон · c5 белая пешка · d5 чёрная пешка · e5 белый конь · f5 белая пешка · h5 чёрный конь · d4 белая пешка · c3 белый конь · d3 белый слон · a2 белая пешка · b2 белая пешка · c2 белый ферзь · f2 белая пешка · h2 белая пешка · a1 белая ладья · e1 белая ладья · g1 белый король | a8 чёрная ладья · b8 чёрный конь · c8 чёрный слон · d8 чёрный ферзь · e8 чёрная ладья · a7 чёрная пешка · b7 чёрная пешка · c7 чёрная пешка · e7 чёрный слон · g7 чёрный король · h7 чёрная пешка · g6 чёрная пешка · h6 белый слон · c5 белая пешка · d5 чёрная пешка · e5 белый конь · f5 белая пешка · h5 чёрный конь · d4 белая пешка · c3 белый конь · d3 белый слон · a2 белая пешка · b2 белая пешка · c2 белый ферзь · f2 белая пешка · h2 белая пешка · a1 белая ладья · e1 белая ладья · g1 белый король | a8 чёрная ладья · b8 чёрный конь · c8 чёрный слон · d8 чёрный ферзь · e8 чёрная ладья · a7 чёрная пешка · b7 чёрная пешка · c7 чёрная пешка · e7 чёрный слон · g7 чёрный король · h7 чёрная пешка · g6 чёрная пешка · h6 белый слон · c5 белая пешка · d5 чёрная пешка · e5 белый конь · f5 белая пешка · h5 чёрный конь · d4 белая пешка · c3 белый конь · d3 белый слон · a2 белая пешка · b2 белая пешка · c2 белый ферзь · f2 белая пешка · h2 белая пешка · a1 белая ладья · e1 белая ладья · g1 белый король | 8 |
| 7 | a8 чёрная ладья · b8 чёрный конь · c8 чёрный слон · d8 чёрный ферзь · e8 чёрная ладья · a7 чёрная пешка · b7 чёрная пешка · c7 чёрная пешка · e7 чёрный слон · g7 чёрный король · h7 чёрная пешка · g6 чёрная пешка · h6 белый слон · c5 белая пешка · d5 чёрная пешка · e5 белый конь · f5 белая пешка · h5 чёрный конь · d4 белая пешка · c3 белый конь · d3 белый слон · a2 белая пешка · b2 белая пешка · c2 белый ферзь · f2 белая пешка · h2 белая пешка · a1 белая ладья · e1 белая ладья · g1 белый король | a8 чёрная ладья · b8 чёрный конь · c8 чёрный слон · d8 чёрный ферзь · e8 чёрная ладья · a7 чёрная пешка · b7 чёрная пешка · c7 чёрная пешка · e7 чёрный слон · g7 чёрный король · h7 чёрная пешка · g6 чёрная пешка · h6 белый слон · c5 белая пешка · d5 чёрная пешка · e5 белый конь · f5 белая пешка · h5 чёрный конь · d4 белая пешка · c3 белый конь · d3 белый слон · a2 белая пешка · b2 белая пешка · c2 белый ферзь · f2 белая пешка · h2 белая пешка · a1 белая ладья · e1 белая ладья · g1 белый король | a8 чёрная ладья · b8 чёрный конь · c8 чёрный слон · d8 чёрный ферзь · e8 чёрная ладья · a7 чёрная пешка · b7 чёрная пешка · c7 чёрная пешка · e7 чёрный слон · g7 чёрный король · h7 чёрная пешка · g6 чёрная пешка · h6 белый слон · c5 белая пешка · d5 чёрная пешка · e5 белый конь · f5 белая пешка · h5 чёрный конь · d4 белая пешка · c3 белый конь · d3 белый слон · a2 белая пешка · b2 белая пешка · c2 белый ферзь · f2 белая пешка · h2 белая пешка · a1 белая ладья · e1 белая ладья · g1 белый король | a8 чёрная ладья · b8 чёрный конь · c8 чёрный слон · d8 чёрный ферзь · e8 чёрная ладья · a7 чёрная пешка · b7 чёрная пешка · c7 чёрная пешка · e7 чёрный слон · g7 чёрный король · h7 чёрная пешка · g6 чёрная пешка · h6 белый слон · c5 белая пешка · d5 чёрная пешка · e5 белый конь · f5 белая пешка · h5 чёрный конь · d4 белая пешка · c3 белый конь · d3 белый слон · a2 белая пешка · b2 белая пешка · c2 белый ферзь · f2 белая пешка · h2 белая пешка · a1 белая ладья · e1 белая ладья · g1 белый король | a8 чёрная ладья · b8 чёрный конь · c8 чёрный слон · d8 чёрный ферзь · e8 чёрная ладья · a7 чёрная пешка · b7 чёрная пешка · c7 чёрная пешка · e7 чёрный слон · g7 чёрный король · h7 чёрная пешка · g6 чёрная пешка · h6 белый слон · c5 белая пешка · d5 чёрная пешка · e5 белый конь · f5 белая пешка · h5 чёрный конь · d4 белая пешка · c3 белый конь · d3 белый слон · a2 белая пешка · b2 белая пешка · c2 белый ферзь · f2 белая пешка · h2 белая пешка · a1 белая ладья · e1 белая ладья · g1 белый король | a8 чёрная ладья · b8 чёрный конь · c8 чёрный слон · d8 чёрный ферзь · e8 чёрная ладья · a7 чёрная пешка · b7 чёрная пешка · c7 чёрная пешка · e7 чёрный слон · g7 чёрный король · h7 чёрная пешка · g6 чёрная пешка · h6 белый слон · c5 белая пешка · d5 чёрная пешка · e5 белый конь · f5 белая пешка · h5 чёрный конь · d4 белая пешка · c3 белый конь · d3 белый слон · a2 белая пешка · b2 белая пешка · c2 белый ферзь · f2 белая пешка · h2 белая пешка · a1 белая ладья · e1 белая ладья · g1 белый король | a8 чёрная ладья · b8 чёрный конь · c8 чёрный слон · d8 чёрный ферзь · e8 чёрная ладья · a7 чёрная пешка · b7 чёрная пешка · c7 чёрная пешка · e7 чёрный слон · g7 чёрный король · h7 чёрная пешка · g6 чёрная пешка · h6 белый слон · c5 белая пешка · d5 чёрная пешка · e5 белый конь · f5 белая пешка · h5 чёрный конь · d4 белая пешка · c3 белый конь · d3 белый слон · a2 белая пешка · b2 белая пешка · c2 белый ферзь · f2 белая пешка · h2 белая пешка · a1 белая ладья · e1 белая ладья · g1 белый король | a8 чёрная ладья · b8 чёрный конь · c8 чёрный слон · d8 чёрный ферзь · e8 чёрная ладья · a7 чёрная пешка · b7 чёрная пешка · c7 чёрная пешка · e7 чёрный слон · g7 чёрный король · h7 чёрная пешка · g6 чёрная пешка · h6 белый слон · c5 белая пешка · d5 чёрная пешка · e5 белый конь · f5 белая пешка · h5 чёрный конь · d4 белая пешка · c3 белый конь · d3 белый слон · a2 белая пешка · b2 белая пешка · c2 белый ферзь · f2 белая пешка · h2 белая пешка · a1 белая ладья · e1 белая ладья · g1 белый король | 7 |
| 6 | a8 чёрная ладья · b8 чёрный конь · c8 чёрный слон · d8 чёрный ферзь · e8 чёрная ладья · a7 чёрная пешка · b7 чёрная пешка · c7 чёрная пешка · e7 чёрный слон · g7 чёрный король · h7 чёрная пешка · g6 чёрная пешка · h6 белый слон · c5 белая пешка · d5 чёрная пешка · e5 белый конь · f5 белая пешка · h5 чёрный конь · d4 белая пешка · c3 белый конь · d3 белый слон · a2 белая пешка · b2 белая пешка · c2 белый ферзь · f2 белая пешка · h2 белая пешка · a1 белая ладья · e1 белая ладья · g1 белый король | a8 чёрная ладья · b8 чёрный конь · c8 чёрный слон · d8 чёрный ферзь · e8 чёрная ладья · a7 чёрная пешка · b7 чёрная пешка · c7 чёрная пешка · e7 чёрный слон · g7 чёрный король · h7 чёрная пешка · g6 чёрная пешка · h6 белый слон · c5 белая пешка · d5 чёрная пешка · e5 белый конь · f5 белая пешка · h5 чёрный конь · d4 белая пешка · c3 белый конь · d3 белый слон · a2 белая пешка · b2 белая пешка · c2 белый ферзь · f2 белая пешка · h2 белая пешка · a1 белая ладья · e1 белая ладья · g1 белый король | a8 чёрная ладья · b8 чёрный конь · c8 чёрный слон · d8 чёрный ферзь · e8 чёрная ладья · a7 чёрная пешка · b7 чёрная пешка · c7 чёрная пешка · e7 чёрный слон · g7 чёрный король · h7 чёрная пешка · g6 чёрная пешка · h6 белый слон · c5 белая пешка · d5 чёрная пешка · e5 белый конь · f5 белая пешка · h5 чёрный конь · d4 белая пешка · c3 белый конь · d3 белый слон · a2 белая пешка · b2 белая пешка · c2 белый ферзь · f2 белая пешка · h2 белая пешка · a1 белая ладья · e1 белая ладья · g1 белый король | a8 чёрная ладья · b8 чёрный конь · c8 чёрный слон · d8 чёрный ферзь · e8 чёрная ладья · a7 чёрная пешка · b7 чёрная пешка · c7 чёрная пешка · e7 чёрный слон · g7 чёрный король · h7 чёрная пешка · g6 чёрная пешка · h6 белый слон · c5 белая пешка · d5 чёрная пешка · e5 белый конь · f5 белая пешка · h5 чёрный конь · d4 белая пешка · c3 белый конь · d3 белый слон · a2 белая пешка · b2 белая пешка · c2 белый ферзь · f2 белая пешка · h2 белая пешка · a1 белая ладья · e1 белая ладья · g1 белый король | a8 чёрная ладья · b8 чёрный конь · c8 чёрный слон · d8 чёрный ферзь · e8 чёрная ладья · a7 чёрная пешка · b7 чёрная пешка · c7 чёрная пешка · e7 чёрный слон · g7 чёрный король · h7 чёрная пешка · g6 чёрная пешка · h6 белый слон · c5 белая пешка · d5 чёрная пешка · e5 белый конь · f5 белая пешка · h5 чёрный конь · d4 белая пешка · c3 белый конь · d3 белый слон · a2 белая пешка · b2 белая пешка · c2 белый ферзь · f2 белая пешка · h2 белая пешка · a1 белая ладья · e1 белая ладья · g1 белый король | a8 чёрная ладья · b8 чёрный конь · c8 чёрный слон · d8 чёрный ферзь · e8 чёрная ладья · a7 чёрная пешка · b7 чёрная пешка · c7 чёрная пешка · e7 чёрный слон · g7 чёрный король · h7 чёрная пешка · g6 чёрная пешка · h6 белый слон · c5 белая пешка · d5 чёрная пешка · e5 белый конь · f5 белая пешка · h5 чёрный конь · d4 белая пешка · c3 белый конь · d3 белый слон · a2 белая пешка · b2 белая пешка · c2 белый ферзь · f2 белая пешка · h2 белая пешка · a1 белая ладья · e1 белая ладья · g1 белый король | a8 чёрная ладья · b8 чёрный конь · c8 чёрный слон · d8 чёрный ферзь · e8 чёрная ладья · a7 чёрная пешка · b7 чёрная пешка · c7 чёрная пешка · e7 чёрный слон · g7 чёрный король · h7 чёрная пешка · g6 чёрная пешка · h6 белый слон · c5 белая пешка · d5 чёрная пешка · e5 белый конь · f5 белая пешка · h5 чёрный конь · d4 белая пешка · c3 белый конь · d3 белый слон · a2 белая пешка · b2 белая пешка · c2 белый ферзь · f2 белая пешка · h2 белая пешка · a1 белая ладья · e1 белая ладья · g1 белый король | a8 чёрная ладья · b8 чёрный конь · c8 чёрный слон · d8 чёрный ферзь · e8 чёрная ладья · a7 чёрная пешка · b7 чёрная пешка · c7 чёрная пешка · e7 чёрный слон · g7 чёрный король · h7 чёрная пешка · g6 чёрная пешка · h6 белый слон · c5 белая пешка · d5 чёрная пешка · e5 белый конь · f5 белая пешка · h5 чёрный конь · d4 белая пешка · c3 белый конь · d3 белый слон · a2 белая пешка · b2 белая пешка · c2 белый ферзь · f2 белая пешка · h2 белая пешка · a1 белая ладья · e1 белая ладья · g1 белый король | 6 |
| 5 | a8 чёрная ладья · b8 чёрный конь · c8 чёрный слон · d8 чёрный ферзь · e8 чёрная ладья · a7 чёрная пешка · b7 чёрная пешка · c7 чёрная пешка · e7 чёрный слон · g7 чёрный король · h7 чёрная пешка · g6 чёрная пешка · h6 белый слон · c5 белая пешка · d5 чёрная пешка · e5 белый конь · f5 белая пешка · h5 чёрный конь · d4 белая пешка · c3 белый конь · d3 белый слон · a2 белая пешка · b2 белая пешка · c2 белый ферзь · f2 белая пешка · h2 белая пешка · a1 белая ладья · e1 белая ладья · g1 белый король | a8 чёрная ладья · b8 чёрный конь · c8 чёрный слон · d8 чёрный ферзь · e8 чёрная ладья · a7 чёрная пешка · b7 чёрная пешка · c7 чёрная пешка · e7 чёрный слон · g7 чёрный король · h7 чёрная пешка · g6 чёрная пешка · h6 белый слон · c5 белая пешка · d5 чёрная пешка · e5 белый конь · f5 белая пешка · h5 чёрный конь · d4 белая пешка · c3 белый конь · d3 белый слон · a2 белая пешка · b2 белая пешка · c2 белый ферзь · f2 белая пешка · h2 белая пешка · a1 белая ладья · e1 белая ладья · g1 белый король | a8 чёрная ладья · b8 чёрный конь · c8 чёрный слон · d8 чёрный ферзь · e8 чёрная ладья · a7 чёрная пешка · b7 чёрная пешка · c7 чёрная пешка · e7 чёрный слон · g7 чёрный король · h7 чёрная пешка · g6 чёрная пешка · h6 белый слон · c5 белая пешка · d5 чёрная пешка · e5 белый конь · f5 белая пешка · h5 чёрный конь · d4 белая пешка · c3 белый конь · d3 белый слон · a2 белая пешка · b2 белая пешка · c2 белый ферзь · f2 белая пешка · h2 белая пешка · a1 белая ладья · e1 белая ладья · g1 белый король | a8 чёрная ладья · b8 чёрный конь · c8 чёрный слон · d8 чёрный ферзь · e8 чёрная ладья · a7 чёрная пешка · b7 чёрная пешка · c7 чёрная пешка · e7 чёрный слон · g7 чёрный король · h7 чёрная пешка · g6 чёрная пешка · h6 белый слон · c5 белая пешка · d5 чёрная пешка · e5 белый конь · f5 белая пешка · h5 чёрный конь · d4 белая пешка · c3 белый конь · d3 белый слон · a2 белая пешка · b2 белая пешка · c2 белый ферзь · f2 белая пешка · h2 белая пешка · a1 белая ладья · e1 белая ладья · g1 белый король | a8 чёрная ладья · b8 чёрный конь · c8 чёрный слон · d8 чёрный ферзь · e8 чёрная ладья · a7 чёрная пешка · b7 чёрная пешка · c7 чёрная пешка · e7 чёрный слон · g7 чёрный король · h7 чёрная пешка · g6 чёрная пешка · h6 белый слон · c5 белая пешка · d5 чёрная пешка · e5 белый конь · f5 белая пешка · h5 чёрный конь · d4 белая пешка · c3 белый конь · d3 белый слон · a2 белая пешка · b2 белая пешка · c2 белый ферзь · f2 белая пешка · h2 белая пешка · a1 белая ладья · e1 белая ладья · g1 белый король | a8 чёрная ладья · b8 чёрный конь · c8 чёрный слон · d8 чёрный ферзь · e8 чёрная ладья · a7 чёрная пешка · b7 чёрная пешка · c7 чёрная пешка · e7 чёрный слон · g7 чёрный король · h7 чёрная пешка · g6 чёрная пешка · h6 белый слон · c5 белая пешка · d5 чёрная пешка · e5 белый конь · f5 белая пешка · h5 чёрный конь · d4 белая пешка · c3 белый конь · d3 белый слон · a2 белая пешка · b2 белая пешка · c2 белый ферзь · f2 белая пешка · h2 белая пешка · a1 белая ладья · e1 белая ладья · g1 белый король | a8 чёрная ладья · b8 чёрный конь · c8 чёрный слон · d8 чёрный ферзь · e8 чёрная ладья · a7 чёрная пешка · b7 чёрная пешка · c7 чёрная пешка · e7 чёрный слон · g7 чёрный король · h7 чёрная пешка · g6 чёрная пешка · h6 белый слон · c5 белая пешка · d5 чёрная пешка · e5 белый конь · f5 белая пешка · h5 чёрный конь · d4 белая пешка · c3 белый конь · d3 белый слон · a2 белая пешка · b2 белая пешка · c2 белый ферзь · f2 белая пешка · h2 белая пешка · a1 белая ладья · e1 белая ладья · g1 белый король | a8 чёрная ладья · b8 чёрный конь · c8 чёрный слон · d8 чёрный ферзь · e8 чёрная ладья · a7 чёрная пешка · b7 чёрная пешка · c7 чёрная пешка · e7 чёрный слон · g7 чёрный король · h7 чёрная пешка · g6 чёрная пешка · h6 белый слон · c5 белая пешка · d5 чёрная пешка · e5 белый конь · f5 белая пешка · h5 чёрный конь · d4 белая пешка · c3 белый конь · d3 белый слон · a2 белая пешка · b2 белая пешка · c2 белый ферзь · f2 белая пешка · h2 белая пешка · a1 белая ладья · e1 белая ладья · g1 белый король | 5 |
| 4 | a8 чёрная ладья · b8 чёрный конь · c8 чёрный слон · d8 чёрный ферзь · e8 чёрная ладья · a7 чёрная пешка · b7 чёрная пешка · c7 чёрная пешка · e7 чёрный слон · g7 чёрный король · h7 чёрная пешка · g6 чёрная пешка · h6 белый слон · c5 белая пешка · d5 чёрная пешка · e5 белый конь · f5 белая пешка · h5 чёрный конь · d4 белая пешка · c3 белый конь · d3 белый слон · a2 белая пешка · b2 белая пешка · c2 белый ферзь · f2 белая пешка · h2 белая пешка · a1 белая ладья · e1 белая ладья · g1 белый король | a8 чёрная ладья · b8 чёрный конь · c8 чёрный слон · d8 чёрный ферзь · e8 чёрная ладья · a7 чёрная пешка · b7 чёрная пешка · c7 чёрная пешка · e7 чёрный слон · g7 чёрный король · h7 чёрная пешка · g6 чёрная пешка · h6 белый слон · c5 белая пешка · d5 чёрная пешка · e5 белый конь · f5 белая пешка · h5 чёрный конь · d4 белая пешка · c3 белый конь · d3 белый слон · a2 белая пешка · b2 белая пешка · c2 белый ферзь · f2 белая пешка · h2 белая пешка · a1 белая ладья · e1 белая ладья · g1 белый король | a8 чёрная ладья · b8 чёрный конь · c8 чёрный слон · d8 чёрный ферзь · e8 чёрная ладья · a7 чёрная пешка · b7 чёрная пешка · c7 чёрная пешка · e7 чёрный слон · g7 чёрный король · h7 чёрная пешка · g6 чёрная пешка · h6 белый слон · c5 белая пешка · d5 чёрная пешка · e5 белый конь · f5 белая пешка · h5 чёрный конь · d4 белая пешка · c3 белый конь · d3 белый слон · a2 белая пешка · b2 белая пешка · c2 белый ферзь · f2 белая пешка · h2 белая пешка · a1 белая ладья · e1 белая ладья · g1 белый король | a8 чёрная ладья · b8 чёрный конь · c8 чёрный слон · d8 чёрный ферзь · e8 чёрная ладья · a7 чёрная пешка · b7 чёрная пешка · c7 чёрная пешка · e7 чёрный слон · g7 чёрный король · h7 чёрная пешка · g6 чёрная пешка · h6 белый слон · c5 белая пешка · d5 чёрная пешка · e5 белый конь · f5 белая пешка · h5 чёрный конь · d4 белая пешка · c3 белый конь · d3 белый слон · a2 белая пешка · b2 белая пешка · c2 белый ферзь · f2 белая пешка · h2 белая пешка · a1 белая ладья · e1 белая ладья · g1 белый король | a8 чёрная ладья · b8 чёрный конь · c8 чёрный слон · d8 чёрный ферзь · e8 чёрная ладья · a7 чёрная пешка · b7 чёрная пешка · c7 чёрная пешка · e7 чёрный слон · g7 чёрный король · h7 чёрная пешка · g6 чёрная пешка · h6 белый слон · c5 белая пешка · d5 чёрная пешка · e5 белый конь · f5 белая пешка · h5 чёрный конь · d4 белая пешка · c3 белый конь · d3 белый слон · a2 белая пешка · b2 белая пешка · c2 белый ферзь · f2 белая пешка · h2 белая пешка · a1 белая ладья · e1 белая ладья · g1 белый король | a8 чёрная ладья · b8 чёрный конь · c8 чёрный слон · d8 чёрный ферзь · e8 чёрная ладья · a7 чёрная пешка · b7 чёрная пешка · c7 чёрная пешка · e7 чёрный слон · g7 чёрный король · h7 чёрная пешка · g6 чёрная пешка · h6 белый слон · c5 белая пешка · d5 чёрная пешка · e5 белый конь · f5 белая пешка · h5 чёрный конь · d4 белая пешка · c3 белый конь · d3 белый слон · a2 белая пешка · b2 белая пешка · c2 белый ферзь · f2 белая пешка · h2 белая пешка · a1 белая ладья · e1 белая ладья · g1 белый король | a8 чёрная ладья · b8 чёрный конь · c8 чёрный слон · d8 чёрный ферзь · e8 чёрная ладья · a7 чёрная пешка · b7 чёрная пешка · c7 чёрная пешка · e7 чёрный слон · g7 чёрный король · h7 чёрная пешка · g6 чёрная пешка · h6 белый слон · c5 белая пешка · d5 чёрная пешка · e5 белый конь · f5 белая пешка · h5 чёрный конь · d4 белая пешка · c3 белый конь · d3 белый слон · a2 белая пешка · b2 белая пешка · c2 белый ферзь · f2 белая пешка · h2 белая пешка · a1 белая ладья · e1 белая ладья · g1 белый король | a8 чёрная ладья · b8 чёрный конь · c8 чёрный слон · d8 чёрный ферзь · e8 чёрная ладья · a7 чёрная пешка · b7 чёрная пешка · c7 чёрная пешка · e7 чёрный слон · g7 чёрный король · h7 чёрная пешка · g6 чёрная пешка · h6 белый слон · c5 белая пешка · d5 чёрная пешка · e5 белый конь · f5 белая пешка · h5 чёрный конь · d4 белая пешка · c3 белый конь · d3 белый слон · a2 белая пешка · b2 белая пешка · c2 белый ферзь · f2 белая пешка · h2 белая пешка · a1 белая ладья · e1 белая ладья · g1 белый король | 4 |
| 3 | a8 чёрная ладья · b8 чёрный конь · c8 чёрный слон · d8 чёрный ферзь · e8 чёрная ладья · a7 чёрная пешка · b7 чёрная пешка · c7 чёрная пешка · e7 чёрный слон · g7 чёрный король · h7 чёрная пешка · g6 чёрная пешка · h6 белый слон · c5 белая пешка · d5 чёрная пешка · e5 белый конь · f5 белая пешка · h5 чёрный конь · d4 белая пешка · c3 белый конь · d3 белый слон · a2 белая пешка · b2 белая пешка · c2 белый ферзь · f2 белая пешка · h2 белая пешка · a1 белая ладья · e1 белая ладья · g1 белый король | a8 чёрная ладья · b8 чёрный конь · c8 чёрный слон · d8 чёрный ферзь · e8 чёрная ладья · a7 чёрная пешка · b7 чёрная пешка · c7 чёрная пешка · e7 чёрный слон · g7 чёрный король · h7 чёрная пешка · g6 чёрная пешка · h6 белый слон · c5 белая пешка · d5 чёрная пешка · e5 белый конь · f5 белая пешка · h5 чёрный конь · d4 белая пешка · c3 белый конь · d3 белый слон · a2 белая пешка · b2 белая пешка · c2 белый ферзь · f2 белая пешка · h2 белая пешка · a1 белая ладья · e1 белая ладья · g1 белый король | a8 чёрная ладья · b8 чёрный конь · c8 чёрный слон · d8 чёрный ферзь · e8 чёрная ладья · a7 чёрная пешка · b7 чёрная пешка · c7 чёрная пешка · e7 чёрный слон · g7 чёрный король · h7 чёрная пешка · g6 чёрная пешка · h6 белый слон · c5 белая пешка · d5 чёрная пешка · e5 белый конь · f5 белая пешка · h5 чёрный конь · d4 белая пешка · c3 белый конь · d3 белый слон · a2 белая пешка · b2 белая пешка · c2 белый ферзь · f2 белая пешка · h2 белая пешка · a1 белая ладья · e1 белая ладья · g1 белый король | a8 чёрная ладья · b8 чёрный конь · c8 чёрный слон · d8 чёрный ферзь · e8 чёрная ладья · a7 чёрная пешка · b7 чёрная пешка · c7 чёрная пешка · e7 чёрный слон · g7 чёрный король · h7 чёрная пешка · g6 чёрная пешка · h6 белый слон · c5 белая пешка · d5 чёрная пешка · e5 белый конь · f5 белая пешка · h5 чёрный конь · d4 белая пешка · c3 белый конь · d3 белый слон · a2 белая пешка · b2 белая пешка · c2 белый ферзь · f2 белая пешка · h2 белая пешка · a1 белая ладья · e1 белая ладья · g1 белый король | a8 чёрная ладья · b8 чёрный конь · c8 чёрный слон · d8 чёрный ферзь · e8 чёрная ладья · a7 чёрная пешка · b7 чёрная пешка · c7 чёрная пешка · e7 чёрный слон · g7 чёрный король · h7 чёрная пешка · g6 чёрная пешка · h6 белый слон · c5 белая пешка · d5 чёрная пешка · e5 белый конь · f5 белая пешка · h5 чёрный конь · d4 белая пешка · c3 белый конь · d3 белый слон · a2 белая пешка · b2 белая пешка · c2 белый ферзь · f2 белая пешка · h2 белая пешка · a1 белая ладья · e1 белая ладья · g1 белый король | a8 чёрная ладья · b8 чёрный конь · c8 чёрный слон · d8 чёрный ферзь · e8 чёрная ладья · a7 чёрная пешка · b7 чёрная пешка · c7 чёрная пешка · e7 чёрный слон · g7 чёрный король · h7 чёрная пешка · g6 чёрная пешка · h6 белый слон · c5 белая пешка · d5 чёрная пешка · e5 белый конь · f5 белая пешка · h5 чёрный конь · d4 белая пешка · c3 белый конь · d3 белый слон · a2 белая пешка · b2 белая пешка · c2 белый ферзь · f2 белая пешка · h2 белая пешка · a1 белая ладья · e1 белая ладья · g1 белый король | a8 чёрная ладья · b8 чёрный конь · c8 чёрный слон · d8 чёрный ферзь · e8 чёрная ладья · a7 чёрная пешка · b7 чёрная пешка · c7 чёрная пешка · e7 чёрный слон · g7 чёрный король · h7 чёрная пешка · g6 чёрная пешка · h6 белый слон · c5 белая пешка · d5 чёрная пешка · e5 белый конь · f5 белая пешка · h5 чёрный конь · d4 белая пешка · c3 белый конь · d3 белый слон · a2 белая пешка · b2 белая пешка · c2 белый ферзь · f2 белая пешка · h2 белая пешка · a1 белая ладья · e1 белая ладья · g1 белый король | a8 чёрная ладья · b8 чёрный конь · c8 чёрный слон · d8 чёрный ферзь · e8 чёрная ладья · a7 чёрная пешка · b7 чёрная пешка · c7 чёрная пешка · e7 чёрный слон · g7 чёрный король · h7 чёрная пешка · g6 чёрная пешка · h6 белый слон · c5 белая пешка · d5 чёрная пешка · e5 белый конь · f5 белая пешка · h5 чёрный конь · d4 белая пешка · c3 белый конь · d3 белый слон · a2 белая пешка · b2 белая пешка · c2 белый ферзь · f2 белая пешка · h2 белая пешка · a1 белая ладья · e1 белая ладья · g1 белый король | 3 |
| 2 | a8 чёрная ладья · b8 чёрный конь · c8 чёрный слон · d8 чёрный ферзь · e8 чёрная ладья · a7 чёрная пешка · b7 чёрная пешка · c7 чёрная пешка · e7 чёрный слон · g7 чёрный король · h7 чёрная пешка · g6 чёрная пешка · h6 белый слон · c5 белая пешка · d5 чёрная пешка · e5 белый конь · f5 белая пешка · h5 чёрный конь · d4 белая пешка · c3 белый конь · d3 белый слон · a2 белая пешка · b2 белая пешка · c2 белый ферзь · f2 белая пешка · h2 белая пешка · a1 белая ладья · e1 белая ладья · g1 белый король | a8 чёрная ладья · b8 чёрный конь · c8 чёрный слон · d8 чёрный ферзь · e8 чёрная ладья · a7 чёрная пешка · b7 чёрная пешка · c7 чёрная пешка · e7 чёрный слон · g7 чёрный король · h7 чёрная пешка · g6 чёрная пешка · h6 белый слон · c5 белая пешка · d5 чёрная пешка · e5 белый конь · f5 белая пешка · h5 чёрный конь · d4 белая пешка · c3 белый конь · d3 белый слон · a2 белая пешка · b2 белая пешка · c2 белый ферзь · f2 белая пешка · h2 белая пешка · a1 белая ладья · e1 белая ладья · g1 белый король | a8 чёрная ладья · b8 чёрный конь · c8 чёрный слон · d8 чёрный ферзь · e8 чёрная ладья · a7 чёрная пешка · b7 чёрная пешка · c7 чёрная пешка · e7 чёрный слон · g7 чёрный король · h7 чёрная пешка · g6 чёрная пешка · h6 белый слон · c5 белая пешка · d5 чёрная пешка · e5 белый конь · f5 белая пешка · h5 чёрный конь · d4 белая пешка · c3 белый конь · d3 белый слон · a2 белая пешка · b2 белая пешка · c2 белый ферзь · f2 белая пешка · h2 белая пешка · a1 белая ладья · e1 белая ладья · g1 белый король | a8 чёрная ладья · b8 чёрный конь · c8 чёрный слон · d8 чёрный ферзь · e8 чёрная ладья · a7 чёрная пешка · b7 чёрная пешка · c7 чёрная пешка · e7 чёрный слон · g7 чёрный король · h7 чёрная пешка · g6 чёрная пешка · h6 белый слон · c5 белая пешка · d5 чёрная пешка · e5 белый конь · f5 белая пешка · h5 чёрный конь · d4 белая пешка · c3 белый конь · d3 белый слон · a2 белая пешка · b2 белая пешка · c2 белый ферзь · f2 белая пешка · h2 белая пешка · a1 белая ладья · e1 белая ладья · g1 белый король | a8 чёрная ладья · b8 чёрный конь · c8 чёрный слон · d8 чёрный ферзь · e8 чёрная ладья · a7 чёрная пешка · b7 чёрная пешка · c7 чёрная пешка · e7 чёрный слон · g7 чёрный король · h7 чёрная пешка · g6 чёрная пешка · h6 белый слон · c5 белая пешка · d5 чёрная пешка · e5 белый конь · f5 белая пешка · h5 чёрный конь · d4 белая пешка · c3 белый конь · d3 белый слон · a2 белая пешка · b2 белая пешка · c2 белый ферзь · f2 белая пешка · h2 белая пешка · a1 белая ладья · e1 белая ладья · g1 белый король | a8 чёрная ладья · b8 чёрный конь · c8 чёрный слон · d8 чёрный ферзь · e8 чёрная ладья · a7 чёрная пешка · b7 чёрная пешка · c7 чёрная пешка · e7 чёрный слон · g7 чёрный король · h7 чёрная пешка · g6 чёрная пешка · h6 белый слон · c5 белая пешка · d5 чёрная пешка · e5 белый конь · f5 белая пешка · h5 чёрный конь · d4 белая пешка · c3 белый конь · d3 белый слон · a2 белая пешка · b2 белая пешка · c2 белый ферзь · f2 белая пешка · h2 белая пешка · a1 белая ладья · e1 белая ладья · g1 белый король | a8 чёрная ладья · b8 чёрный конь · c8 чёрный слон · d8 чёрный ферзь · e8 чёрная ладья · a7 чёрная пешка · b7 чёрная пешка · c7 чёрная пешка · e7 чёрный слон · g7 чёрный король · h7 чёрная пешка · g6 чёрная пешка · h6 белый слон · c5 белая пешка · d5 чёрная пешка · e5 белый конь · f5 белая пешка · h5 чёрный конь · d4 белая пешка · c3 белый конь · d3 белый слон · a2 белая пешка · b2 белая пешка · c2 белый ферзь · f2 белая пешка · h2 белая пешка · a1 белая ладья · e1 белая ладья · g1 белый король | a8 чёрная ладья · b8 чёрный конь · c8 чёрный слон · d8 чёрный ферзь · e8 чёрная ладья · a7 чёрная пешка · b7 чёрная пешка · c7 чёрная пешка · e7 чёрный слон · g7 чёрный король · h7 чёрная пешка · g6 чёрная пешка · h6 белый слон · c5 белая пешка · d5 чёрная пешка · e5 белый конь · f5 белая пешка · h5 чёрный конь · d4 белая пешка · c3 белый конь · d3 белый слон · a2 белая пешка · b2 белая пешка · c2 белый ферзь · f2 белая пешка · h2 белая пешка · a1 белая ладья · e1 белая ладья · g1 белый король | 2 |
| 1 | a8 чёрная ладья · b8 чёрный конь · c8 чёрный слон · d8 чёрный ферзь · e8 чёрная ладья · a7 чёрная пешка · b7 чёрная пешка · c7 чёрная пешка · e7 чёрный слон · g7 чёрный король · h7 чёрная пешка · g6 чёрная пешка · h6 белый слон · c5 белая пешка · d5 чёрная пешка · e5 белый конь · f5 белая пешка · h5 чёрный конь · d4 белая пешка · c3 белый конь · d3 белый слон · a2 белая пешка · b2 белая пешка · c2 белый ферзь · f2 белая пешка · h2 белая пешка · a1 белая ладья · e1 белая ладья · g1 белый король | a8 чёрная ладья · b8 чёрный конь · c8 чёрный слон · d8 чёрный ферзь · e8 чёрная ладья · a7 чёрная пешка · b7 чёрная пешка · c7 чёрная пешка · e7 чёрный слон · g7 чёрный король · h7 чёрная пешка · g6 чёрная пешка · h6 белый слон · c5 белая пешка · d5 чёрная пешка · e5 белый конь · f5 белая пешка · h5 чёрный конь · d4 белая пешка · c3 белый конь · d3 белый слон · a2 белая пешка · b2 белая пешка · c2 белый ферзь · f2 белая пешка · h2 белая пешка · a1 белая ладья · e1 белая ладья · g1 белый король | a8 чёрная ладья · b8 чёрный конь · c8 чёрный слон · d8 чёрный ферзь · e8 чёрная ладья · a7 чёрная пешка · b7 чёрная пешка · c7 чёрная пешка · e7 чёрный слон · g7 чёрный король · h7 чёрная пешка · g6 чёрная пешка · h6 белый слон · c5 белая пешка · d5 чёрная пешка · e5 белый конь · f5 белая пешка · h5 чёрный конь · d4 белая пешка · c3 белый конь · d3 белый слон · a2 белая пешка · b2 белая пешка · c2 белый ферзь · f2 белая пешка · h2 белая пешка · a1 белая ладья · e1 белая ладья · g1 белый король | a8 чёрная ладья · b8 чёрный конь · c8 чёрный слон · d8 чёрный ферзь · e8 чёрная ладья · a7 чёрная пешка · b7 чёрная пешка · c7 чёрная пешка · e7 чёрный слон · g7 чёрный король · h7 чёрная пешка · g6 чёрная пешка · h6 белый слон · c5 белая пешка · d5 чёрная пешка · e5 белый конь · f5 белая пешка · h5 чёрный конь · d4 белая пешка · c3 белый конь · d3 белый слон · a2 белая пешка · b2 белая пешка · c2 белый ферзь · f2 белая пешка · h2 белая пешка · a1 белая ладья · e1 белая ладья · g1 белый король | a8 чёрная ладья · b8 чёрный конь · c8 чёрный слон · d8 чёрный ферзь · e8 чёрная ладья · a7 чёрная пешка · b7 чёрная пешка · c7 чёрная пешка · e7 чёрный слон · g7 чёрный король · h7 чёрная пешка · g6 чёрная пешка · h6 белый слон · c5 белая пешка · d5 чёрная пешка · e5 белый конь · f5 белая пешка · h5 чёрный конь · d4 белая пешка · c3 белый конь · d3 белый слон · a2 белая пешка · b2 белая пешка · c2 белый ферзь · f2 белая пешка · h2 белая пешка · a1 белая ладья · e1 белая ладья · g1 белый король | a8 чёрная ладья · b8 чёрный конь · c8 чёрный слон · d8 чёрный ферзь · e8 чёрная ладья · a7 чёрная пешка · b7 чёрная пешка · c7 чёрная пешка · e7 чёрный слон · g7 чёрный король · h7 чёрная пешка · g6 чёрная пешка · h6 белый слон · c5 белая пешка · d5 чёрная пешка · e5 белый конь · f5 белая пешка · h5 чёрный конь · d4 белая пешка · c3 белый конь · d3 белый слон · a2 белая пешка · b2 белая пешка · c2 белый ферзь · f2 белая пешка · h2 белая пешка · a1 белая ладья · e1 белая ладья · g1 белый король | a8 чёрная ладья · b8 чёрный конь · c8 чёрный слон · d8 чёрный ферзь · e8 чёрная ладья · a7 чёрная пешка · b7 чёрная пешка · c7 чёрная пешка · e7 чёрный слон · g7 чёрный король · h7 чёрная пешка · g6 чёрная пешка · h6 белый слон · c5 белая пешка · d5 чёрная пешка · e5 белый конь · f5 белая пешка · h5 чёрный конь · d4 белая пешка · c3 белый конь · d3 белый слон · a2 белая пешка · b2 белая пешка · c2 белый ферзь · f2 белая пешка · h2 белая пешка · a1 белая ладья · e1 белая ладья · g1 белый король | a8 чёрная ладья · b8 чёрный конь · c8 чёрный слон · d8 чёрный ферзь · e8 чёрная ладья · a7 чёрная пешка · b7 чёрная пешка · c7 чёрная пешка · e7 чёрный слон · g7 чёрный король · h7 чёрная пешка · g6 чёрная пешка · h6 белый слон · c5 белая пешка · d5 чёрная пешка · e5 белый конь · f5 белая пешка · h5 чёрный конь · d4 белая пешка · c3 белый конь · d3 белый слон · a2 белая пешка · b2 белая пешка · c2 белый ферзь · f2 белая пешка · h2 белая пешка · a1 белая ладья · e1 белая ладья · g1 белый король | 1 |
|   | a | b | c | d | e | f | g | h |   |

1.е4 е5 2.Kf3 Kf6 3.d4 К:е4 4.Cd3 d5 5.К:е5 Се7 6.0—0 0—0 7.с4 Се6 8.Кс3 Kf6 9.с5 Kfd7 10.Фһ5 f5 11.Ле1 Kf6 12.Фе2 Сс8 13.Cf4 Ле8 14.Фс2 g6 15.g4 Kpg7 16.gf Kh5 17.Ch6+, 1 : 0.

## Таблица
| №  | Участник                  | Город | 1 | 2 | 3 | 4 | 5 | 6 | 7 | 8 | 9 | 10 | 11 | 12 | 13 | 14 | 15 | 16 | 17 | 18 |  | +  | −  | = | Очки | Место |
| -- | ------------------------- | ----- | - | - | - | - | - | - | - | - | - | -- | -- | -- | -- | -- | -- | -- | -- | -- |  | -- | -- | - | ---- | ----- |
| 1  | Алехин, Александр         |       |   | 1 | 1 | 0 | 1 | 1 | ½ | 0 | 1 | 1  | 1  | 1  | 1  | 1  | 1  | 1  | 0  | 1  |  | 13 | 3  | 1 | 13½  | 1—2   |
| 2  | Нимцович, Арон            |       | 0 |   | ½ | ½ | 1 | 1 | 0 | 1 | 1 | 1  | ½  | 1  | 1  | 1  | 1  | 1  | 1  | 1  |  | 12 | 2  | 3 | 13½  | 1—2   |
| 3  | Флямберг, Александр       |       | 0 | ½ |   | 1 | ½ | 0 | 1 | 1 | 1 | ½  | 1  | 1  | 1  | ½  | 1  | 1  | 1  | 1  |  | 11 | 2  | 4 | 13   | 3     |
| 4  | Ловцкий, Мойжеш           |       | 1 | ½ | 0 |   | ½ | 0 | 0 | 1 | 1 | 1  | ½  | ½  | 1  | 1  | 1  | ½  | 1  | ½  |  | 8  | 3  | 6 | 11   | 4     |
| 5  | Левенфиш, Григорий        |       | 0 | 0 | ½ | ½ |   | 1 | 0 | 0 | 1 | 0  | 1  | 1  | 1  | 1  | 1  | 1  | ½  | 1  |  | 9  | 5  | 3 | 10½  | 5     |
| 6  | Зноско-Боровский, Евгений |       | 0 | 0 | 1 | 1 | 0 |   | ½ | 1 | 0 | ½  | ½  | 1  | 0  | ½  | 1  | 1  | 1  | 1  |  | 8  | 5  | 4 | 10   | 6—7   |
| 7  | Смородский, Андрей        |       | ½ | 1 | 0 | 1 | 1 | ½ |   | ½ | 0 | ½  | 0  | 1  | 1  | 0  | ½  | 1  | 1  | ½  |  | 7  | 4  | 6 | 10   | 6—7   |
| 8  | Боголюбов, Ефим           |       | 1 | 0 | 0 | 0 | 1 | 0 | ½ |   | ½ | ½  | 1  | 0  | 1  | 1  | ½  | ½  | 1  | 1  |  | 7  | 5  | 5 | 9½   | 8     |
| 9  | Эвенсон, Александр        |       | 0 | 0 | 0 | 0 | 0 | 1 | 1 | ½ |   | 0  | ½  | 1  | 1  | 1  | 0  | 1  | 1  | 1  |  | 8  | 7  | 2 | 9    | 9     |
| 10 | Алапин, Семён             |       | 0 | 0 | ½ | 0 | 1 | ½ | ½ | ½ | 1 |    | 0  | 0  | ½  | ½  | ½  | 1  | 1  | 1  |  | 5  | 5  | 7 | 8½   | 10—11 |
| 11 | Сальве, Георг             |       | 0 | ½ | 0 | ½ | 0 | ½ | 1 | 0 | ½ | 1  |    | 0  | 1  | 1  | ½  | 1  | 0  | 1  |  | 6  | 6  | 5 | 8½   | 10—11 |
| 12 | Фрейман, Сергей           |       | 0 | 0 | 0 | ½ | 0 | 0 | 0 | 1 | 0 | 1  | 1  |    | 0  | ½  | 1  | 0  | 1  | 1  |  | 6  | 9  | 2 | 7    | 12    |
| 13 | Левитский, Степан         |       | 0 | 0 | 0 | 0 | 0 | 1 | 0 | 0 | 0 | ½  | 0  | 1  |    | 1  | 1  | 1  | 0  | 1  |  | 6  | 10 | 1 | 6½   | 13    |
| 14 | Таубенгауз, Жан           |       | 0 | 0 | ½ | 0 | 0 | ½ | 1 | 0 | 0 | ½  | 0  | ½  | 0  |    | 0  | 1  | 1  | 1  |  | 4  | 9  | 4 | 6    | 14    |
| 15 | Лебедев, Сергей           |       | 0 | 0 | 0 | 0 | 0 | 0 | ½ | ½ | 1 | ½  | ½  | 0  | 0  | 1  |    | 0  | 1  | 0  |  | 3  | 10 | 4 | 5    | 15    |
| 16 | Евтифеев, Пётр            |       | 0 | 0 | 0 | ½ | 0 | 0 | 0 | ½ | 0 | 0  | 0  | 1  | 0  | 0  | 1  |    | 1  | ½  |  | 3  | 11 | 3 | 4½   | 16    |
| 17 | Грегори, Бернхард         |       | 1 | 0 | 0 | 0 | ½ | 0 | 0 | 0 | 0 | 0  | 1  | 0  | 1  | 0  | 0  | 0  |    | 0  |  | 3  | 13 | 1 | 3½   | 17—18 |
| 18 | Эльяшов, Моисей           |       | 0 | 0 | 0 | ½ | 0 | 0 | ½ | 0 | 0 | 0  | 0  | 0  | 0  | 0  | 1  | ½  | 1  |    |  | 2  | 12 | 3 | 3½   | 17—18 |